# 충절사 (문경시)

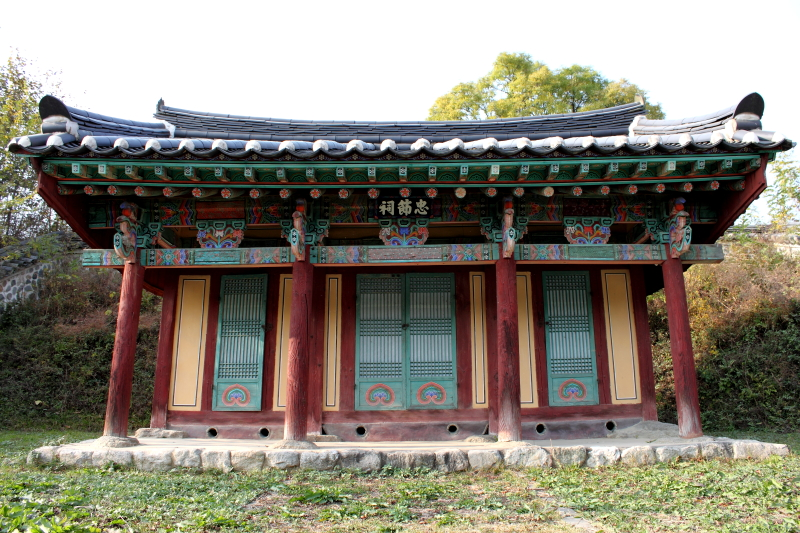
조선전기의 충신 엄흥도를 모신 사당 문경 충절사, 1900년 재건되었다.

충절사(忠節祠)는 조선 전기의 충신 엄흥도를 모신 사당으로 경상북도 문경시에 있다.
엄흥도의 충성심을 기리기 위해 1750년(영조 26년) 특별히 그를 모시는 별묘(別廟)를 건립하고, 영조 32년(1755)에는 상절사(尙節祠)를 건립하였는데, 이 사(祠)는 순조 33년(1833)서원으로 승격하여 의산서원(義山書院)이라 하였다.
이 서원은 흥선대원군의 섭정기간 때 훼철되었고 이후 1900년에 의산서원(義山書院)자리에 상의재(尙義齋)가 복설되고 위패를 별묘에 봉안하고 충절사(忠節祠)라 하였다. 상의재(尙義齋)는 이전의 의산서원(義山書院)부속건물 중 강당(講堂)에 해당된다. 또한 그의 영정이 보관되고 있다.

## 같이 보기
- 단종
- 엄흥도
- 사육신